# Alexander Kisch
Alexander Kisch (5. října 1848, Praha – 8. prosince 1917 tamtéž) byl rabín a teolog, který pocházel z významné pražské německo-židovské rodiny a který patřil k vůdčím postavám pražské židovské obce přelomu 19. a 20. století.

## Rodina
Jméno rodiny je odvozeno zřejmě od obce Chyše, která se nachází nedaleko Karlových Varů a ve které měla rodina své kořeny. V Praze je rodina prokazatelně doložena již v 17. století a řada jejich členů se věnovala hlavně medicíně.
Otcem Alexandra Kische byl Joseph Enoch Kisch a matkou Marie Kischová. Mezi jeho sourozence patřil mj. lékař Enoch Heinrich Kisch. S manželkou Charlottou Kischovou měl Alexander Kisch jednu dceru a čtyři syny, mj. právníka Guida Kische a lékaře Bruna Kische. Synovcem Alexandra Kische v druhé linii byl literát a žurnalista Egon Erwin Kisch.

## Život

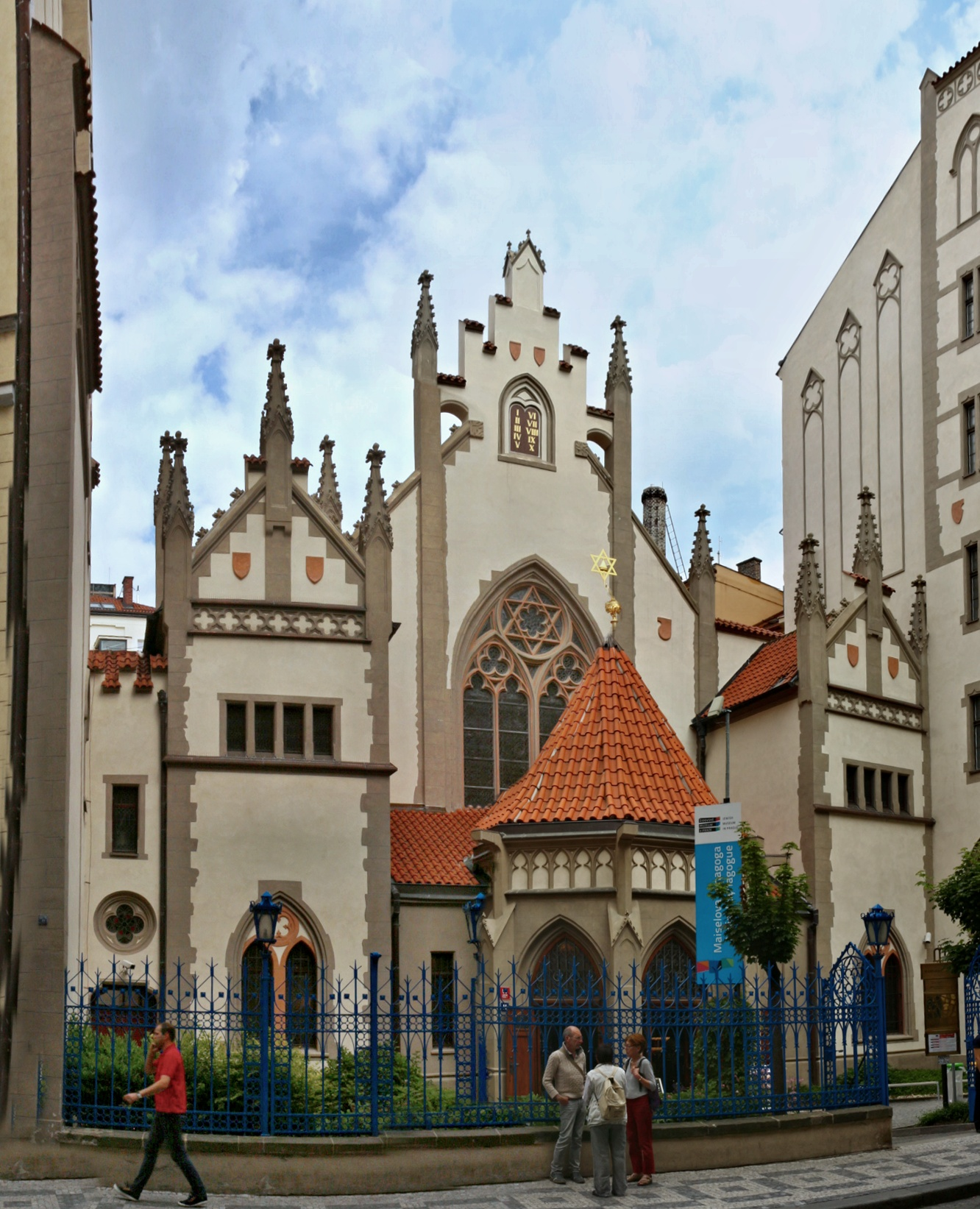
Maiselova synagoga, Kischovo pražské působiště

Alexander Kisch studoval nejdříve židovský teologický seminář ve Vratislavi, kde pak nastoupil i na univerzitu. Poté pokračoval ve studiích na univerzitě v Tübingenu, kde získal doktorát z filosofie.
Poté žil a studoval v Paříži, kde zároveň pracoval jako vychovatel v rodině barona Horace de Günzburg. Následně se stal rabínem v Brně (1874), Curychu (1877) a nakonec v letech 1885-1917 působil v Praze v Maiselově synagoze. Měl též funkci polního (armádního) rabína, ve které se roku 1899 dočkal audience u císaře Františka Josefa I.